# Embrace, Extend, and Extinguish
«Embrace, extend and extinguish» или же «Embrace, extend, and exterminate» («Поддержать, надстроить и уничтожить») — фраза, которая, как было установлено Министерством юстиции США, использовалась в корпорации Microsoft, чтобы описать их стратегию внедрения в отрасли программного обеспечения, использующего широко распространённые стандарты, путём расширения этих стандартов и дальнейшего использования этих отличий для получения преимущества над конкурентами.
Тактика состоит из следующих шагов:
- создание и продвижение на рынок своей реализации некой ранее существовавшей технологии, основанной на открытых стандартах, достижение хотя бы значимого, если не ведущего, положения на рынке (embrace);
- добавление к технологии своих проприетарных расширений, реализующих нужные пользователям возможности (extend);
- после накопления какой-то критической массы проприетарных расширений идёт полный отказ от оригинальной открытой технологии, замена её на проприетарную с сохранением при этом внешнего вида технологии для пользователей. Так как на этом этапе продукт уже является лидером рынка, открытая технология умирает из-за отставания от проприетарной (extinguish).

Сторонники свободного программного обеспечения считают это морально неприемлемым способом создания барьеров для смены поставщика и крайне негативно реагируют на любые попытки корпорации Microsoft добавить свои проприетарные расширения к открытым стандартам (например, Kerberos).

## Примеры
- Несовместимость браузеров: Истцы в антимонопольном деле утверждают[кто?], что корпорация Microsoft добавила поддержку элементов управления ActiveX в браузер Internet Explorer для создания несовместимости с браузером Netscape Navigator, в котором использовались компоненты, основанные на Java и собственной системе дополнений (плагинов).

- Несовместимость реализаций Java: Предполагалось, что Microsoft могла использовать стратегию «embrace and extend» в конце 1990-х по отношению к платформе Java (изначально разработанной для работы на различных ОС, в том числе Windows, Mac и Linux). Microsoft в собственной реализации отказалась от интерфейса Java Native Interface, заменив его собственным J/Direct, доступным лишь для ОС Windows, но не для Linux и Mac. Согласно внутренним документам, компания пыталась таким образом ограничить портируемость платформы.[5] В январе 2001 года Microsoft выплатила Sun 20 миллионов долларов.[6]

- Сетевые протоколы: В 2000 году в Windows 2000 Server был включён расширенный вариант протокола Kerberos (изначально — стандарт Интернета), что нарушило совместимость с существовавшими реализациями.[7] Расширение было опубликовано лишь в виде исполняемого файла, его запуск требовал согласия с NDA, что запрещало сторонние реализации расширения, особенно с открытыми исходниками. Пользователи интернет-форума Slashdot выложили описание расширения в нарушение соглашения с разработчиками, Microsoft потребовала от Slashdot удалить эти документы.[8]

- Системы обмена текстовыми сообщениями: В 2001 году портал CNet News.com обнаружил сходство со стратегией во встроенных в ОС Microsoft системах обмена текстовыми сообщениями[9]. Сначала Microsoft приняла стандарт AOL, распространённый в 1990-х и начале 2000-х, затем расширила его собственной функциональностью, при этом лишив его совместимости с программами AOL. Расширенная реализация заняла значительную долю рынка, так как ОС Microsoft установлена на 95 % ПК, и приложение MS Messenger предоставлялось бесплатно. Фактически, программы обмена сообщениями AOL были уничтожены, потому что AOL не могла использовать запатентованные Microsoft расширения протокола.

- Формат PDF: Adobe Systems запретила Microsoft реализацию встроенной поддержки отображения PDF-документов, опасаясь применения ею стратегии «embrace and extend».[10]

- Офисные документы: В памятке для группы продуктов Office в 1998 году Билл Гейтс заявил: «Позволять офисным документам хорошо отображаться в сторонних браузерах — это одна из наиболее деструктивных вещей, которую мы должны изменить в нашей стратегии. Мы должны прекратить прилагать какие-либо усилия в этом направлении и убедиться, что документы Office очень хорошо зависят от возможностей PROPRIETARY IE. Всё остальное — самоубийство для нашей платформы. Это тот случай, когда Office должен избегать каких-либо действий по уничтожению [sic] Windows"[11].

- Свидетельские показания — в 2007 году Ronald Alepin дал показания суду в деле Comes v. Microsoft, в которых привёл цитаты из внутренних писем Microsoft для подтверждения существования стратегии.[12]

- Несовместимости браузеров (CSS, data: URI, и т. д.): Opera Software в 2007 году подала в европейский суд против Microsoft, заявляя о применении ею подобной стратегии в браузерах при реализации стандартов.[13]

- Поглощение Nokia: 2 сентября 2013 компания Microsoft, буквально на пике спада популярности, выкупает компанию «Устройства мобильных телефонов Nokia». Считается[кем?], что спад был вызван недовольством пользователей ОС Windows Phone, установленной на устройства Nokia. Мобильные телефоны этой компании серии X (под управлением ОС Android) и вовсе имели урезанную функциональность[источник не указан 2815 дней]. Эти факторы очень сильно повлияли на конкурентоспособность Nokia на мировом рынке мобильных устройств, что привело к падению акций, и дальнейшей покупке компанией Microsoft corp.

- Почтовые протоколы: Microsoft поддерживала почтовые протоколы POP3, IMAP и SMTP в своем почтовом клиенте Microsoft Outlook. В то же время они разработали собственный протокол электронной почты Microsoft Exchange Server. В сентябре 2019 года Microsoft объявила, что прекратила поддержку базового аутентификационного доступа к API Exchange Online для пользователей Office 365[14]. Это фактически привело к тому, что многие пользователи, в основном университеты, прекратили поддержку IMAP и SMTP, ограничив своих пользователей только доступом к электронной почте Microsoft Outlook или через веб[15][16][17][18].